# اج ۵۴۰
اج ۵۴۰ (به انگلیسی: Zivko_Edge_540) یک هواگرد از نوع Competition aerobatic and racing aircraft ساخت شرکت Zivko Aeronautics است.